# Rio Grande, Ohio
Rio Grande là một làng thuộc quận Gallia, tiểu bang Ohio, Hoa Kỳ. Năm 2010, dân số của làng này là 830 người.

## Dân số
- Dân số năm 2000: 915 người.
- Dân số năm 2010: 830 người.